# Dietz Klarinettenbau
Die Dietz Klarinettenbau GmbH & Co. KG ist eine deutsche Klarinetten-Manufaktur mit Sitz in Neustadt an der Aisch in Bayern.

## Geschichte
Im Jahr 1989 machte sich der Holzblasinstrumentenbaumeister Wolfgang Dietz, der als Jugendlicher in einer Blaskapelle Klarinette spielte und dann durch einen Hinweis eines befreundeten Berufsklarinettisten seine Ausbildung bei Herbert Wurlitzer erhalten hatte, mit der Einrichtung einer kleinen Werkstatt in seinem Wohnhaus in Neustadt an der Aisch selbständig und gründete unter der Bezeichnung Klarinetten Wolfgang Dietz eine Manufaktur zur Herstellung handgefertigter Klarinetten. 1999 errichtete Dietz neben dem Wohnhaus einen Werkstattneubau. Im November 2010 erfolgte die Umwandlung in die jetzige Rechtsform mit den Gesellschaftern Wolfgang Dietz und Ludwig Gerd Dietz, Sohn des Gründers und ebenfalls Holzblasinstrumentenbaumeister. Der Betrieb beschäftigte 2016 acht Mitarbeiter.
Neustadt an der Aisch kann mit den Manufakturen Herbert Wurlitzer, Leitner & Kraus und Dietz als das Zentrum der deutschen Klarinettenherstellung angesehen werden.

## Produkte

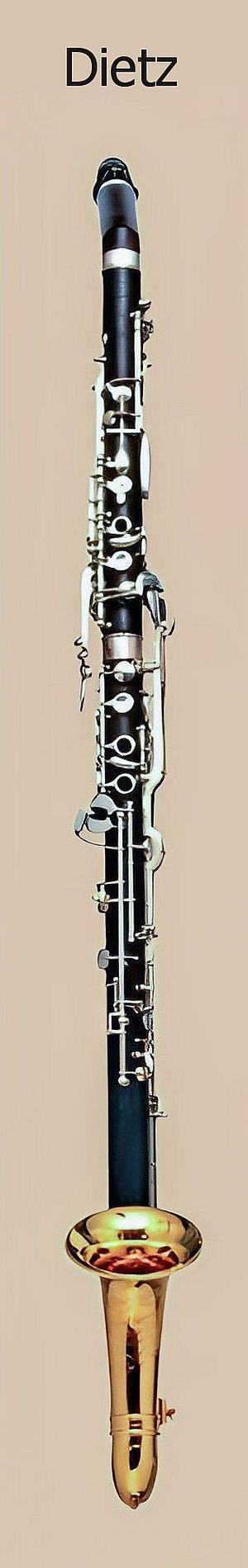
Es-Altklarinette bis tief C, deutsches System

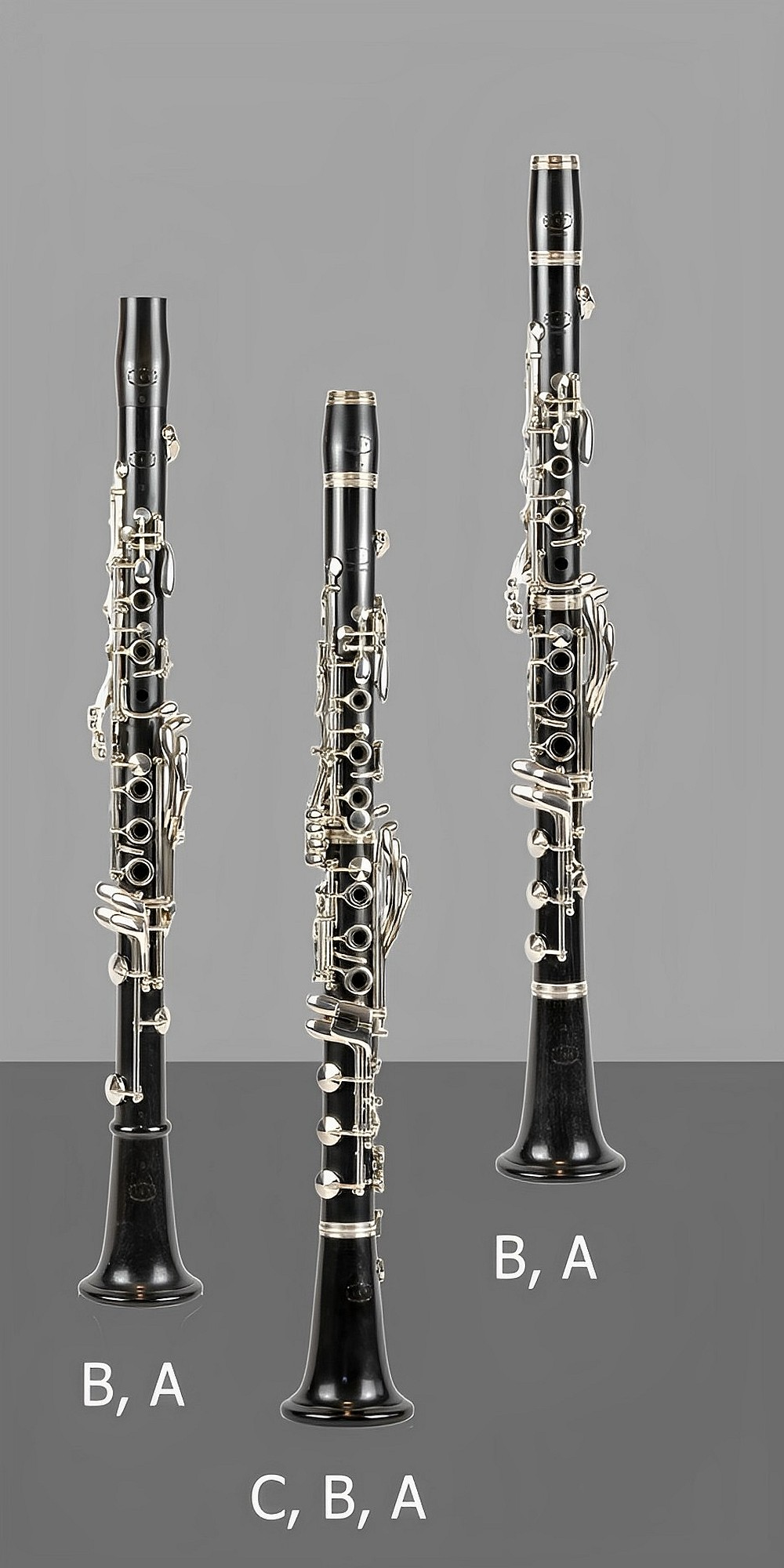
Klarinette franz. System, Reform-Böhm-Klarinette, Hybridklarinette

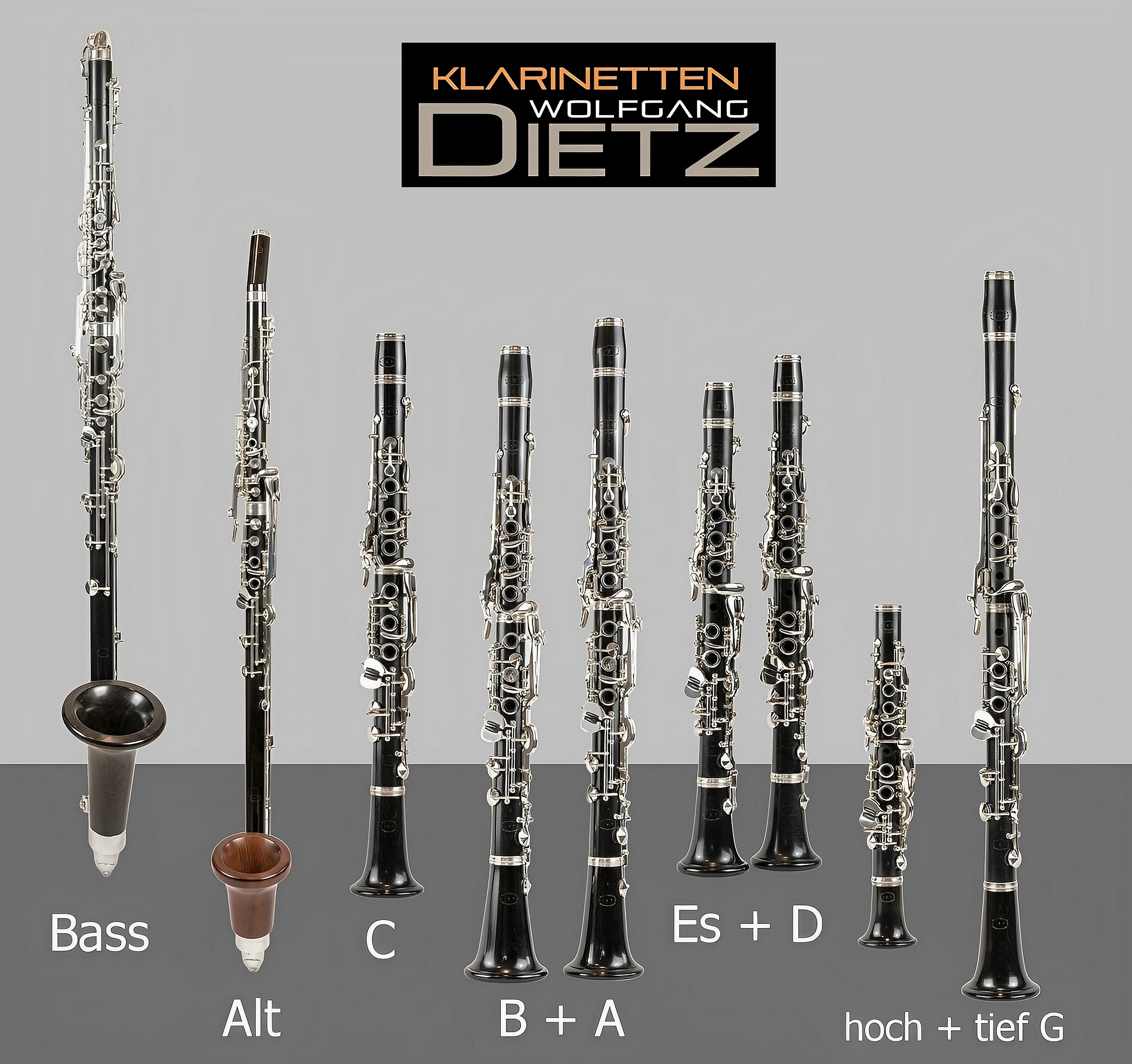
Klarinettenfamilie deutsches System

Gefertigt werden – ausschließlich auf Bestellung – Klarinetten mit dem deutschen und dem französischen Griffsystem (Oehler-System  bzw. Böhm-System), dem Reform-Böhm-System sowie Hybridklarinetten in den Holzarten Grenadill, Mopane,Cocobolo  und Buchsbaum, auch für Linkshänder mit seitenverkehrter Mechanik. Das Spektrum reicht von der kleinsten, der hohen G-Klarinette, bis hin zur großen Bassklarinette. Einzigartig: Altklarinette deutsches System bis tief C reichend, klingend einen Ton tiefer als das ebenfalls hergestellte Bassetthorn.
In der Werkstatt werden darüber hinaus von Buffet Crampon Deutschland in Markneukirchen hergestellte B-Klarinetten der Marke Schreiber optimiert und an Endkunden weiterverkauft.

## Auszeichnung
Dietz Klarinettenbau wurde mit dem Deutschen Musikinstrumentenpreis 2020 in der Kategorie A-Klarinette (deutsches System) für das Instrument A-Klarinette Studentenmodell ausgezeichnet.

## Absatz
Die Instrumente von Dietz werden zu etwa 70 % in Deutschland und Österreich abgesetzt, ca. 20 % gehen in andere Länder der EU, der Rest in alle Welt. Abnehmer sind Amateure und Profis. Auch in deutschen und österreichischen Symphonieorchestern sind Dietz-Klarinetten anzutreffen, wenn auch dort andere Fabrikate dominieren.

## Bekannte Spieler (Auswahl)
- Shih-Ming Chang[16]
- Marconi Andrale[17]
- Art Marshall (wechselte von Wurlitzer zu Dietz)[15]
- Theo Jörgensmann (* 1948) spielt eine Klarinette, deren Birne von Dietz stammt[18]